# Orange (fluviu)
Fluviul Orange (Orange River) are o lungime de 2.160 km, fiind cel mai lung fluviu din sudul Africii. El curge prin statele Lesotho, Namibia, Africa de Sud, alcătuind graniță naturală între Namibia și Africa de Sud. In Lesotho fluviul este denumit Senqu iar în Africa de Sud, Gariep sau Orange.

## Cursul fluviului
Fluviul Orange izvorăște sub denumirea de Senqu într-o regiune de podiș din Lesotho, traversând spre vest munții Drakensberg. In apropiere de granița cu Namibia lângă orașul Upington, formează un defileu adânc presărat cu cascade, regiune renumită ce este situat în centrul „Parcului Național Augrabies Falls”. După ieșire din defileu face graniță naturală pe o lungime de 500 de km între Namibia și Africa de Sud, traversând în același timp Parcul Național Richtersveld. Lângă orașul Oranjemund se varsă în Atlanticul de Sud, la locul de vărsare depune cantități mari de nisip aduse din deșertul Namibian. Pe cursul fluviului s-au găsit diamante, unul dintre locurile cele mai renumite din apropiere fiind Kimberley.

## Afluenți
- Râul Caledon
- Vaal
- Fish River

## Importanță
Din punct de vedere economic fluviul joacă un rol important pentru regiunile traversate. Astfel un rol important îl are pentru agricultură prin irigarea regiunilor din Africa de Sud dar și pentru Namibia, putându-se printre altele cultiva vița de vie. La fel este important pentru piscicultură, ca sursă de apă potabilă, la producerea necesarului de curent electric prin Barajul Kats și Barajul Gariep, fluviul nu este adecvat pentru navigație ci numai pentru ambarcațiuni sportive în scopuri turistice.